# Estilicón
Flavio Estilicón (en latín, Flavius Stillicho, 359-408) fue un general romano de origen vándalo. Llegó a ser uno de los principales jefes militares del imperio durante el reinado de Teodosio, con cuya sobrina se casó en 384. Nombrado magister militum en 394, a la muerte de este emperador, ejerció la regencia del Imperio Romano de Occidente hasta su muerte. Dirigió varias campañas contra los bárbaros, derrotó a los visigodos de Alarico I  y a los ostrogodos en Italia. No obstante, para llevar a cabo estas acciones desguarneció las fronteras. Esto  permitió, durante el invierno de 406, que los  vándalos y alanos cruzaran el Rin congelado, sin que el ejército romano pudiera detenerlos. En la primavera de 407, Estilicón tampoco impidió la usurpación de Constantino III en la Galia y la Bretaña.
Durante su regencia, Estilicón mantuvo una política similar a la de Teodosio: la integración de los bárbaros en el ejército y en la sociedad, lo que generó fricción con los notables romanos. En el nivel religioso, contribuyó a la promoción del cristianismo niceno y combatió a los herejes arrianos y donatistas. Por miedo a la profecía del fin de Roma escrita en los libros Sibilinos, los quemó en 405, atrayendo así la animosidad de las élites romanas, en particular la del Senado, aunque Estilicón se consideraba a sí mismo romano y no quería atentar contra algo tan sagrado para Roma como las profecías escritas por su fundador, Rómulo, pero por miedo a la superstición, que irónicamente era un mal denunciado por los cristianos hacia los paganos tradicionales, quiso borrarlas con el fin de que no se cumpliesen, cosa que no pudo impedir, ya que el Imperio caería en ese mismo siglo, además de que le acarrearía su propia muerte.
En las desastrosas circunstancias del 407-408, Honorio fue persuadido por su séquito de que Estilicon conspiraba contra él y lo mandó ejecutar el 22 de agosto de 408.

## Comienzos y carrera militar (del 370 al 395).

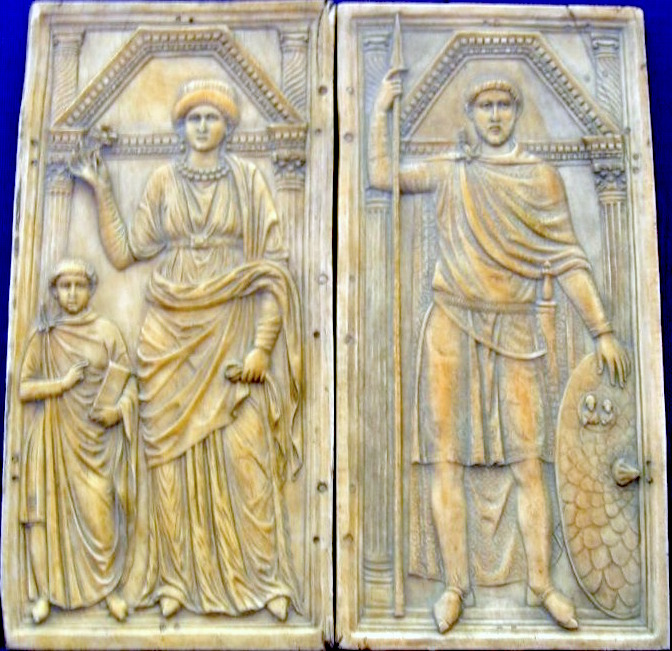
Díptico de marfil. Flavio Estilićon con su esposa Flavia Serena y su hijo Euquerio.

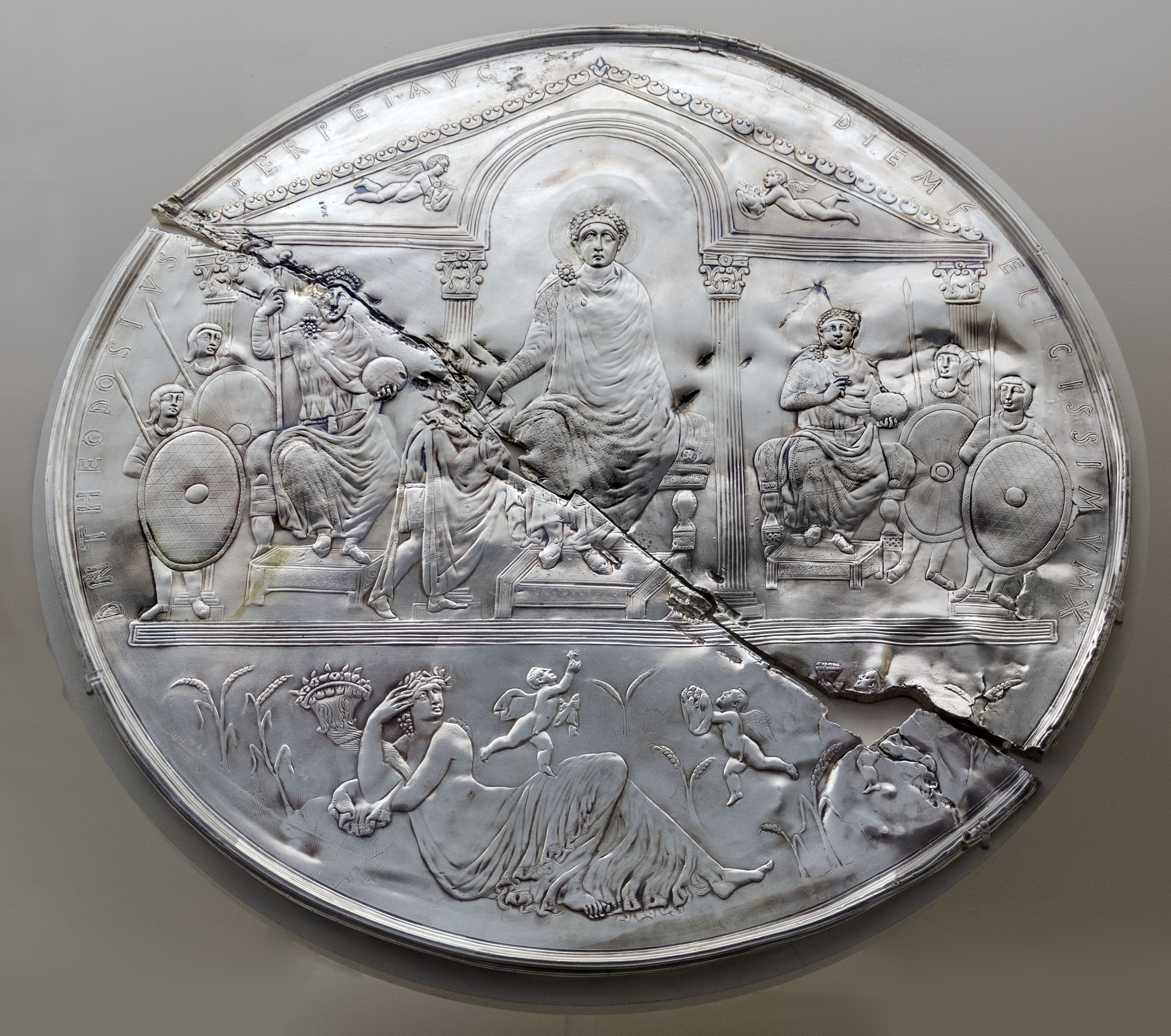
Disco o Missorium de Teodosio, hallado en Almendralejo en 1847.

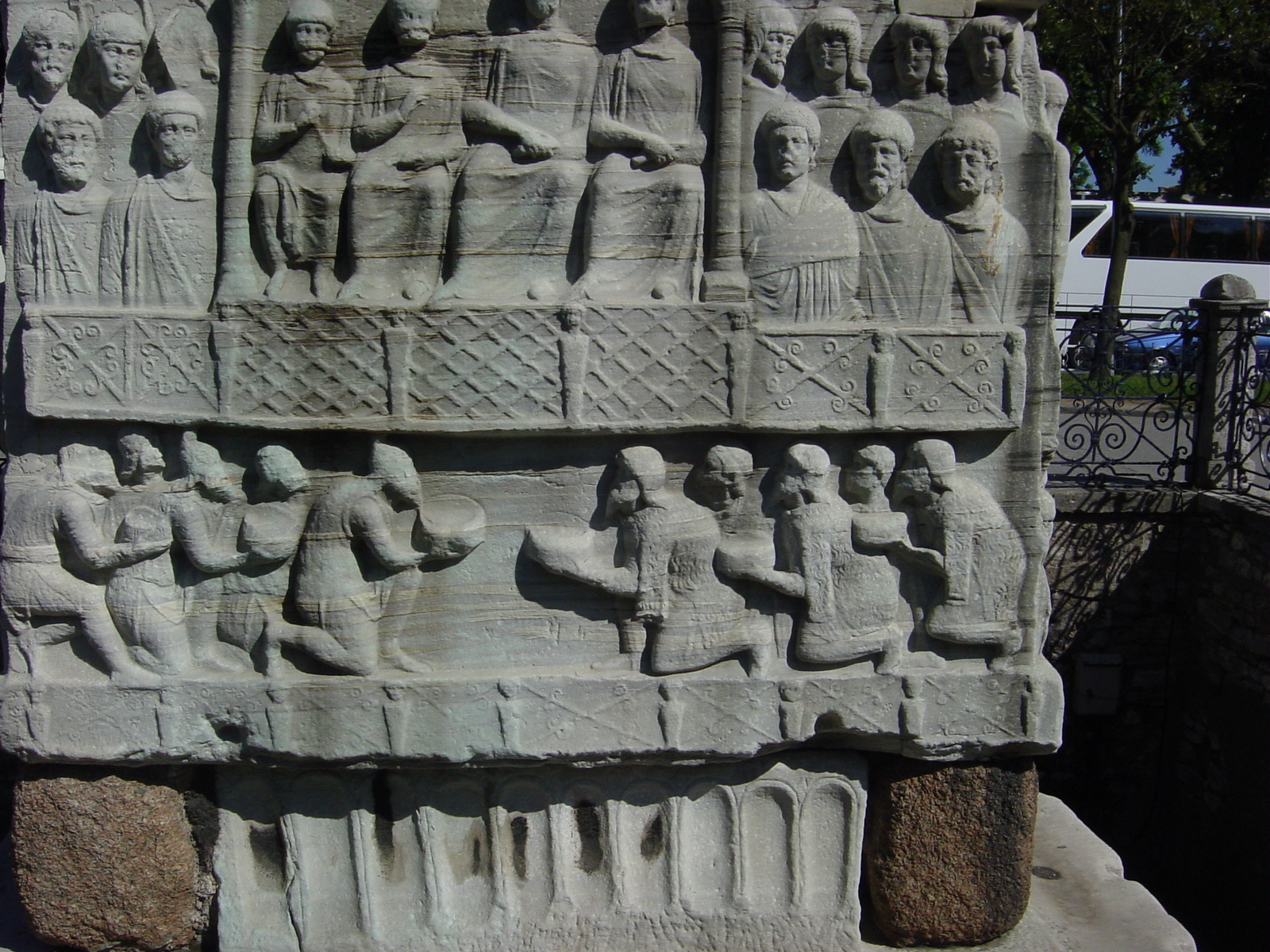
Costantinopla - Hipódromo - Base obelisco de Teodosio. La sumisión de los bárbaros

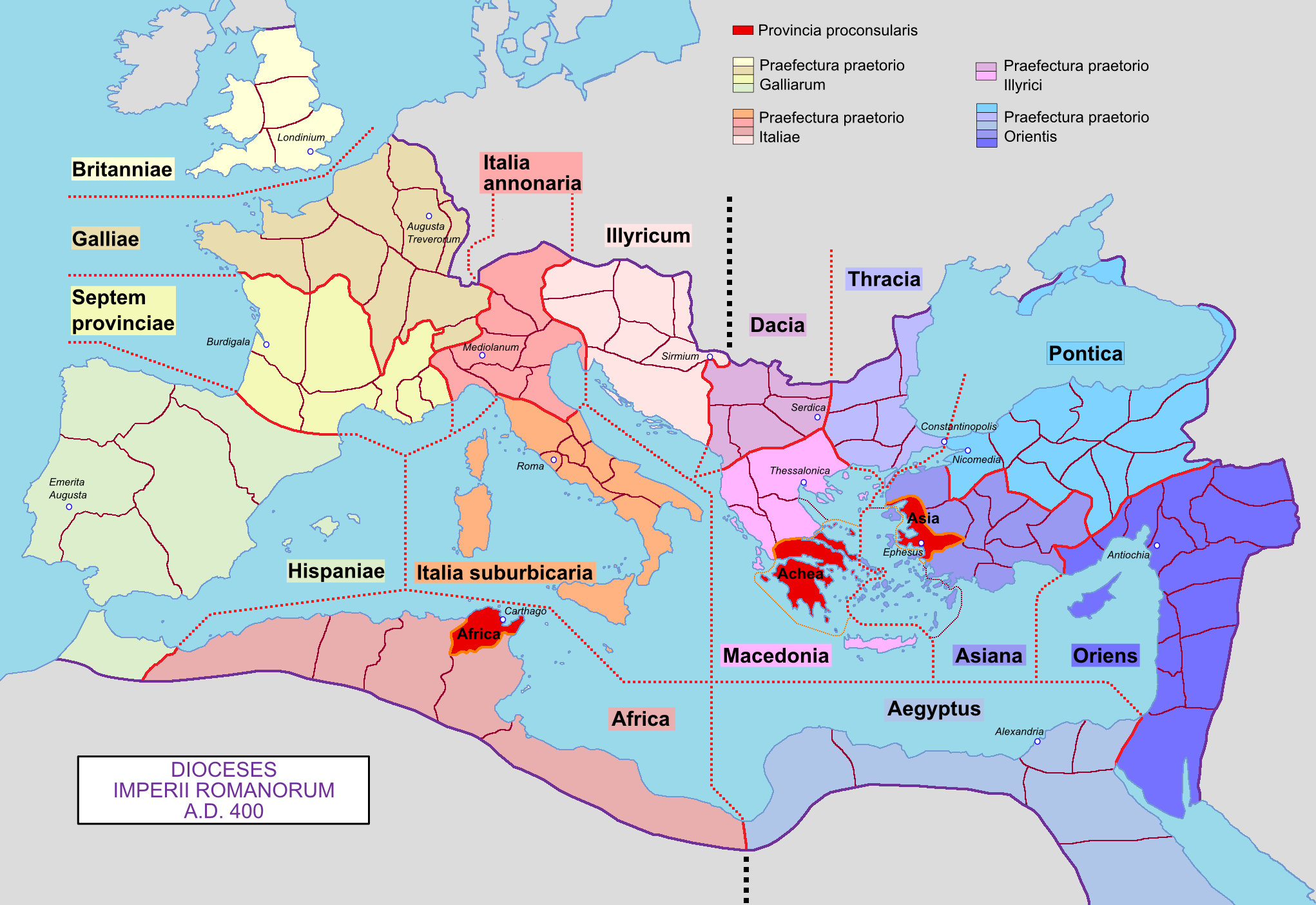
Diócesis del Imperio romano en el 400 d. C.

### Orígenes, formación y embajada en Persia
Hijo de una romana y de un militar vándalo que sirvió en Germania en tiempos de Valente, Estilicón fue educado a la romana y conoció desde su juventud a las clases altas de Roma.

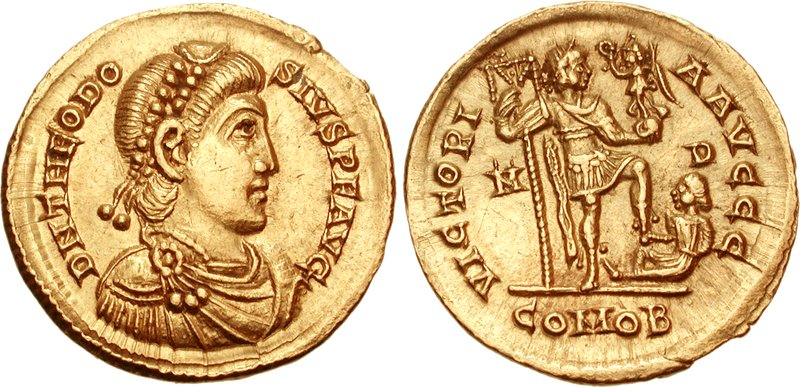
Solidus de Teodosio I, quien fue nombrado emperador de Oriente por Graciano.

Entró en el ejército muy temprano, en el cuerpo del protector, y luego rápidamente subió la escala. Después de convertirse en un tribuno militar (tribunus), luego tribunus y notarius, fue uno de los miembros del personal que rodeaban directamente al Emperador Teodosio, que luego lo situó a la cabeza de las provincias orientales del Imperio.
En 383, como tribuno de la Guardia Pretoriana, participó en una embajada ante el rey de los persas, Sapor III, para negociar un tratado de paz referente a la partición de Armenia. La negociación resultó en la conclusión de un tratado favorable al Imperio.

### Matrimonio y entrada en la familia imperial
A su vuelta en 384, el emperador reconoció que Estilicón podría ser un aliado valioso, y formó un lazo de sangre con él, casando a su sobrina adoptada Flavia Serena, hija del hermano de Teodosio, Honorio.  También a su vuelta a Constantinopla y por la conclusión acertada de las negociaciones de la paz, Estilicón fue promovido a general y fue el encargado de defender el imperio contra los ataques de los godos, un papel que él ejerció durante unos veinte años. 
Serena era una niña hermosa ambiciosa y escuchada por su tío. Este matrimonio parece haber sido un matrimonio de amor, ya que Estilicón no es en esta etapa el mejor de los partidos: sin embargo, tiene preferencia entre un gran número de otros contendientes. A partir de ahí, Serena desplegará mucha energía para garantizar la carrera de su esposo. Serena dio a luz en última instancia a un hijo que fue llamado Euquerio.
A partir de 385, Teodosio nombró a Estilicón magister equitum (maestro de la caballería) y comes domesticorum (conde de los sirvientes), es decir, jefe de su guardia cercana. Dos años más tarde, fue ascendido a magister militum de Tracia, en otras palabras, comandante de la caballería e infantería del ejército de Tracia, convirtiéndose en el segundo oficial de Teodosio después de Promoto.
En 388, siguió a Teodosio en la guerra contra el usurpador Magnus Maximus, quien luego intentó tomar el control de Occidente a costa del legítimo emperador, Valentiniano II, cuñado de Teodosio.

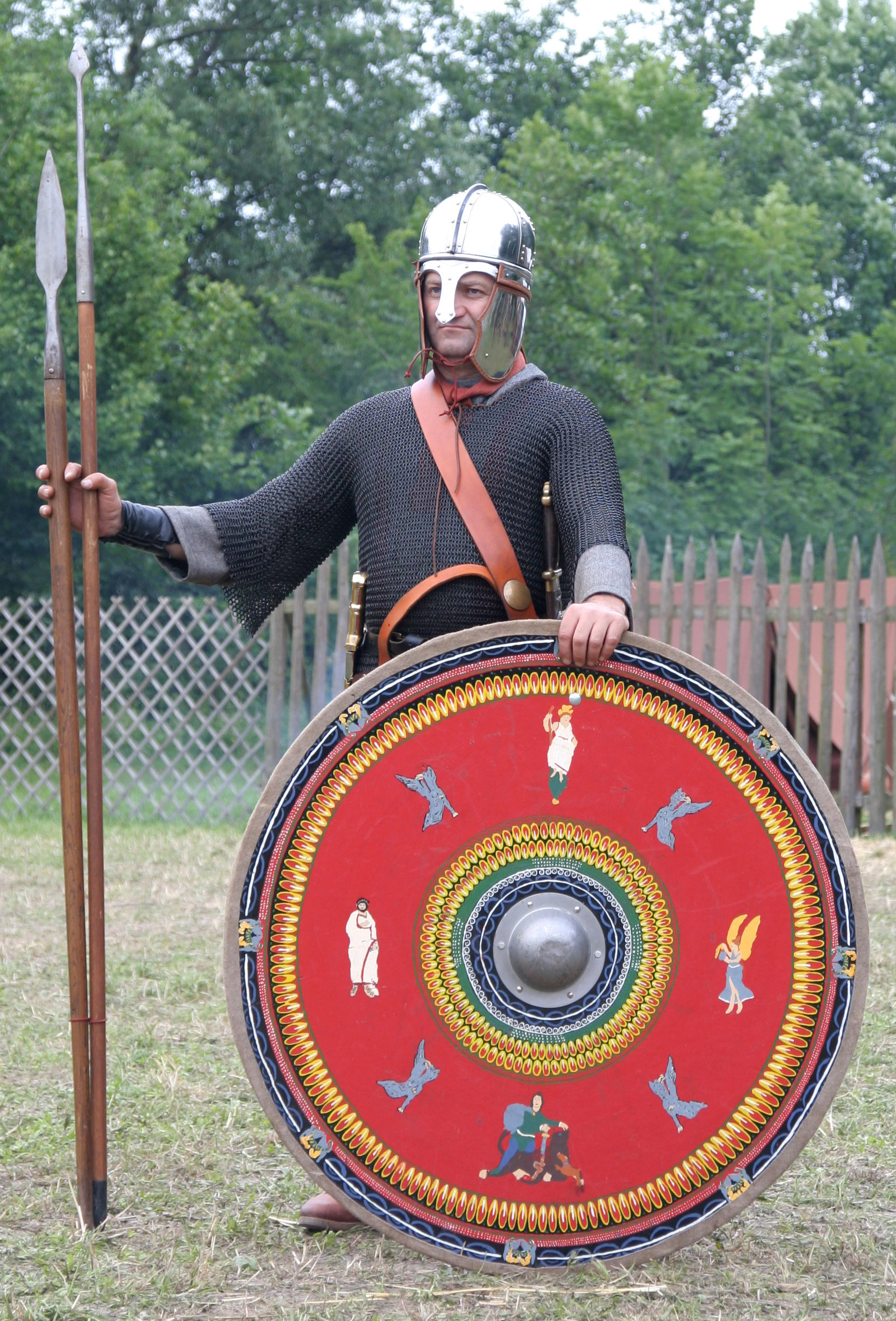
Típico equipo de un soldado romano en la época de las invasiones bárbaras.

### Jefe del ejército imperial de Teodosio
En el 392, mientras Teodosio intentaba reformar la unidad del Imperio bajo su dirección, Estilicón incluso se convirtió en magister peditum præsentalis y magister utriusque militiæ, es decir, generalísimo de los ejércitos romanos. Después del asesinato del emperador occidental Valentiniano II (392), Estilicón acompañó al ejército que conduciría a la victoria a Teodosio en la batalla del Frígido. Uno de sus camaradas durante la campaña era Alarico, que ordenó un número substancial de auxiliares godos. Estilicón se distinguió en la batalla, y Teodosio, agotado por la campaña, lo vio como un hombre digno de ser responsable de la seguridad futura del imperio. La batalla también aceleró el colapso del ejército romano en el oeste. Las legiones ya estaban perdiendo su efectividad, debido a reorganizaciones y una disminución en la calidad de su entrenamiento y disciplina. Las pérdidas en la batalla de Frigidus debilitaron a las legiones occidentales. Esta recesión en las capacidades de los soldados romanos significó una creciente confianza del Imperio en los mercenarios bárbaros empleados como foederati, que a menudo demostraron ser poco fiables, o incluso traidores.
El último emperador de una Roma unida designó a Estilicón como tutor de su hijo, Honorio poco antes de su muerte en 395, para asegurar su influencia sobre el nuevo y joven emperador, Estilicón casó a su hija con Honorio, lo cual fue un auténtico escándalo entre la nobleza y los cortesanos de Honorio, que no aceptaban que la hija de un mestizo medio bárbaro y medio romano, se casara con el emperador de Occidente.

### Tutor de los hijos de Teodosio
La retirada del general Timasio le da a Estilicón el control absoluto sobre los ejércitos, convirtiéndose, junto con el prefecto pretoriano Rufino, en el personaje principal del Imperio. Aunque su ascendencia bárbara lo excluye para convertirse en emperador, se convirtió en el primer general de Roma. Esta es la razón por la que Teodosio, al morir, le habría confiado la regencia del Imperio en nombre de sus dos hijos aún jóvenes, Arcadio y Honorio, a quienes dejó el Este y el Oeste respectivamente. Arcadio tiene entonces 18 años y Honorio tiene 11 años. Cuando el emperador murió el 17 de enero de 395, Estilicón fue responsable de proteger a los dos jóvenes, y de mantener la cohesión entre las dos partes del Imperio.
Después de la muerte de Teodosio, Honorio se convirtió en emperador del Imperio romano de Occidente, y su hermano Arcadio del Imperio romano de Oriente. Ni uno ni otro demostraron ser emperadores eficaces, y Estilicón se convirtió en el magister militum de los ejércitos romanos del oeste. Estilicón probó sus capacidades, aunque las maniobras políticas de sus rivales de las dos cortes imperiales le obstaculizarían a lo largo de su carrera.

## Regente del Imperio Romano de Occidente

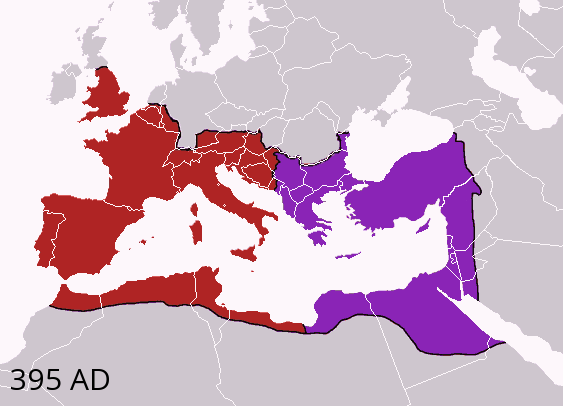
Partición final del Imperio romano en 395 entre el oeste de Honorio y el este de Arcadio.

### La separación de las dos partes del Imperio (395)
Estilicón fue incapaz de cumplir los últimos deseos del emperador fallecido. Debe tener en cuenta la oposición de Rufino, prefecto del Pretorio de Teodosio, protector de Arcadio en el este: la unidad del Imperio se rompe de nuevo. En lugar de liderar el Imperio de manera colegiada, los dos hermanos incluso están luchando por el control de ciertos territorios al borde de los imperios de Occidente y Oriente, en particular la prefectura de Iliria.

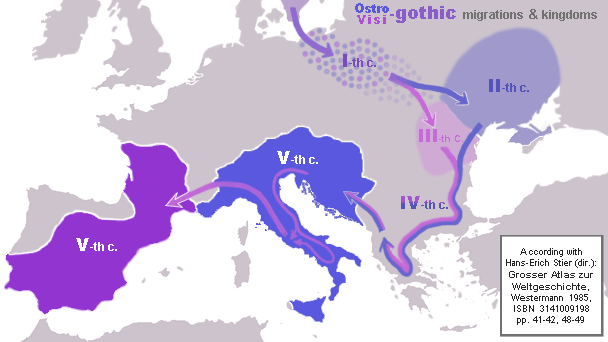
Desplazamientos de los Visigodos y los Ostrogodos.

### La guerra contra los federados visigodos de Mesia (395-397)
Su primer gran desafío surgió en 395. Los visigodos que vivían cerca del Danubio estaban bajo presión de los hunos, y habían elegido recientemente a Alarico como su rey. Alarico rompió su tratado con Roma y condujo a su gente en una incursión contra Tracia. El ejército que había sido victorioso en Frígido también fue movilizado, y Estilicón lo condujo contra las fuerzas de Alarico. Como este ejército era una combinación de formaciones de ambas mitades del imperio, Arcadio convocó sus fuerzas del este a Constantinopla para proteger la capital.  Arcadio actuaba en consejo de su Prefecto Pretorio Rufino, que era un viejo enemigo de Estilicón. Este obedeció la orden y le envió sus tropas del este, dejándolo demasiado débil para perseguir a Alarico. Rufino obtuvo poco de su victoria sobre Estilicón, pues las tropas que retornaban a Constantinopla lo asesinaron, sin que Estilicón lograra extender su regencia al Imperio Romano Oriental.

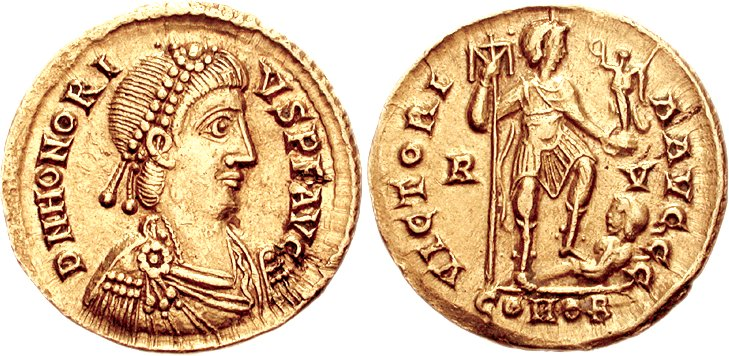
Solidus de Honorio del 402.

### Arcadio, emperador romano de oriente de 395 a 408.
En 397, después de un breve pasaje en el frente del Rin, Estilicón reanudó la campaña contra los visigodos que se dedicaban a saquear el Peloponeso. Corinto, Esparta y Mégara son tomadas y devastadas; Atenas evita su destino al entregar un fuerte rescate a los bárbaros. Pero no puede forzar a Alarico para que se enfrente a él en una batalla campal. Arrinconado en el monte Fóloe, entre Arcadia y Élide, Alarico logró escapar, según Zósimo, cruzando el golfo de Corinto congelado por un invierno particularmente duro. 
Resuelto a resolver el problema, Arcadio, con el consejo del eunuco Eutropio, ofrece a los visigodos nuevos territorios y a su líder el título de magister militum para Iliria (oficial general de las tropas ilirias). Estilicón se ve obligado a negociar con quien se ha convertido en el enemigo del imperio occidental. Al mismo tiempo, el eunuco Eutropio declaró a Estilicón hostis publicus (enemigo del pueblo) del Imperio Romano del Este, con el pretexto de que intervino en Grecia sin esperar el permiso de Arcadio.

### La guerra contra el usurpador Gildo (397-398)
Estilicón se ve obligado a regresar a Italia después de la revuelta del conde de África, Gildo a mediados del año 397. Este bloquea en África los envíos de trigo necesarios para la subsistencia de Roma y las prefecturas occidentales, con el objetivo de dar lugar a revueltas contra el emperador Honorio y su regente. Eutropio le da el apoyo del Imperio Romano del Este y Gildo le promete lealtad a Arcadio. Estilicón inmediatamente requisó trigo en Hispania y Galia, logrando evitar el hambre. Hizo que Gildo fuera declarado hostis publicus, sin entrar en conflicto abierto con la corte oriental. En 398, envió al general Mascezel, hermano de Gildo, a África para poner fin a su rebelión.
La usurpación de Gildo termina en 398 durante la batalla de Ardalio. La muerte de Mascezel poco después deja a Estilicón todo el prestigio de esta victoria. El mismo año, casó a su hija mayor, María, con Honorio. Dos años más tarde, Estilicón es honrado con el consulado ordinario para el año 400.
En Constantinopla, Eutropio fue derrocado y ejecutado en el 399 y reemplazado por Aureliano, líder de una facción hostil a los bárbaros. Después de enfrentamientos con oficiales superiores de origen germánico del ejército, Gainas, Tribigildo y Fravitta, Aureliano se convirtió en el año 401 en el verdadero amo de Constantinopla.
Posteriormente se trasladó a Recia en 401, donde condujo una larga campaña contra sus anteriores parientes, los vándalos, y otras hordas de bárbaros. Estilicón volvería a obtener la victoria en dos batallas importantes contra Alarico, en Pollentia (402) y Verona (403). En 405, pidió la destrucción de los libros sibilinos, porque profetizaban que pretendía hacerse con el poder. 
Estilicón derrotó a los suevos en 405, pero el Rin quedó casi sin defensas posibilitando la invasión de occidente el año siguiente.
El 406 se enfrentó a Radagaiso, sitiando al invasor con fuertes trincheras hasta que el hambre los derrotó. Ese mismo año se produjo la invasión de los suevos, alanos y vándalos por el Rin. Es posible que Estilicón pudiese haber organizado una ofensiva para derrotarlos pero no pudo llevarla a cabo.

### La defensa de Italia del ataque de Alarico (401-405)
En noviembre de 401, Alarico se levantó de nuevo, pero esta vez invadió Italia. Saquea Aquileia y acude a Milán, residencia imperial de Honorio. Estilicón, que hace campaña en el Rin, regresa a Italia con soldados retirados de Bretaña y de la Galia. Alarico deja Milán y va a Asti a través del valle del Po. Estilicón lo atrapa y lo derrota en Pollentia el 6 de abril de 402. Aunque los ejércitos de Alarico no son destruidos, Estilicón saquea su campamento militar y recupera el tesoro de los visigodos. Otra batalla tiene lugar en 403 cerca de Verona y esta vez, Alarico está obligado a abandonar Italia y se retira a Illiria.
Para conmemorar esta victoria, el emperador y su generalísimo son invitados a liderar un triunfo en Roma. Estilicón y Honorio desfilan ante la gente en el mismo carro. Excepcionalmente, los senadores están exentos de la obligación de marchar a pie delante del Imperator. Se organizan grandiosos juegos y espectáculos. Es en esta ocasión que los últimos combates de gladiadores tienen lugar en Roma, antes de que Honorio decida prohibirlos. Posteriormente, Estilicón es nuevamente honrado con el consulado ordinario para el año 405.
Después del sitio de Milán en 401, Honorio estaba convencido de la necesidad de establecer la capital del Imperio Occidental en una ciudad mejor protegida. Su elección recae en 404 en la ciudad de Ravenna, notablemente fortificada, rodeada de zonas pantanosas y también con acceso directo al Adriático.

### El ataque de Radagaiso (405-406)
Artículo principal: Batalla de Fiesole (405/406).
Sin embargo, la victoria sobre Alarico es solo un respiro: al final del año 405, un Ostrogodo llamado Radagaiso cruza los Alpes al frente de un ejército imponente, reagrupando a los ostrogodos, vándalos, burgundios, suevos, alanos y hérulos y entra en Italia. Dirigió una serie de saqueos en el valle del Po, pasó por alto la fortaleza de Rávena, que se había convertido en la nueva capital imperial, luego logra cruzar los Apeninos y emerge en Etruria con Roma como objetivo. Estilicón decreta, para repeler a los bárbaros, toda una serie de medidas de emergencia: los provinciales se integran en el ejército de manera voluntaria, al igual que algunos esclavos a quienes se les promete la libertad, mientras un impuesto excepcional debe permitir pagar a los contingentes bárbaros al servicio del Imperio.
Los invasores atacan a Florencia, pero deben retirarse después de la intervención del ejército de Estilicón que llegó desde Pavía. Este último empuja al ejército enemigo a las alturas de Fiesole, donde logra rodearlos en el verano del 406. Forzado por la hambruna, un gran número de soldados de Radagaiso se rinden mientras que el resto son masacrados. El jefe de los Ostrogodos es capturado y ejecutado el 23 de agosto del 406.
Estilicón es una vez más celebrado como el salvador de Roma. Mientras que un arco de triunfo, inaugurado en Roma, conmemora esta gran victoria, una estatua de oro y plata dedicada a Flavio Estilicón, clarísimo e ilustre cónsul dos veces, maestre de las dos milicias, conde de los sirvientes y del sagrado establo (...) asociado con todas las guerras y victorias" se alza en la Rostra del Foro Romano en nombre del pueblo, "debido al afecto singular y la previsión que se ha manifestado hacia él ".

### El conflicto con Arcadio acerca de Iliria (406-407)
Con estos éxitos, y mientras la corte de Arcadio, en manos del partido antibárbaro, se muestra resueltamente hostil con él, Estilicón por primera vez contempla la posibilidad de una guerra con el Imperio Romano de Oriente.
El punto de discordia entre los dos imperios es, desde la división, la cuestión de la posesión de la prefectura de Illiria. En una posición de fuerza, Estilicón exige a finales del otoño de 406 reunir Illiria Oriental, bajo la autoridad nominal de Arcadio desde 396, a la Panonia que ya controla, con referencia a la división del Imperio. como lo hizo Graciano en el 379. Al mismo tiempo, Estilicón se acerca a Alarico, que controla el territorio en nombre de Arcadio, y lo nombra, a su vez, magister militum per Illyricum.
La perspectiva de una guerra y la ruptura de la concordia fratrum es mal percibida por las elites romanas, y una oposición a los planes de Estilicón comienza a ser escuchada, alentada por el partido nacionalista.
A pesar de esto, en el 407, Estilicón ordena el cierre de los puertos de Italia a los barcos que vienen de Oriente, mientras que Alarico toma posesión del Epiro en nombre de Honorio. El generalísimo se está preparando para cruzar el Adriático cuando se acabe el rumor de la muerte de Alarico. Algunos historiadores afirman que este rumor fue difundido por Serena, preocupada por el éxito de tal expedición, otros atribuyen la responsabilidad a la corte de Constantinopla. De todos modos, aunque el rumor rápidamente resulta ser falso Estilicón perdió tiempo y dos eventos imprevistos lo obligaron a posponer la campaña sine die.

## Caída
A pesar de sus éxitos, su ascendencia bárbara y su fe arriana provocaron rechazo a los ojos de los consejeros imperiales, que intrigaron contra él hasta su muerte en 408. 

### La ola bárbara en la Galia y la usurpación de Constantino (407)
En la noche del 31 de diciembre de 406, grupos de vándalos, alanos, suevos cruzaron el Rin congelado y sometieron la guarnición romana de Mogontiacum. Luego se esparcieron por la Galia, que saquearon y arrasaron. Después los borgoñones se instalaron como federados en la región de Worms; los Suevos ganaron la provincia de Gallaecia en España y los vándalos, después de cruzar España y establecerse temporalmente en Andalucía, pasaron al norte de África.
Además, durante el año 407, un general del ejército de Bretaña, vino a luchar contra los bárbaros. Constantino se proclamó Augusto en Tréveris, prefectura del Pretorio de la Galia, que reunía a las diócesis de Galia, Hispania y Bretaña, tomando el control de Galia y Alemania y luego de Hispania, privando a Honorio de la mitad de su Imperio con solamente África, Italia y Panonia.

### El fracaso de la campaña contra Constantino

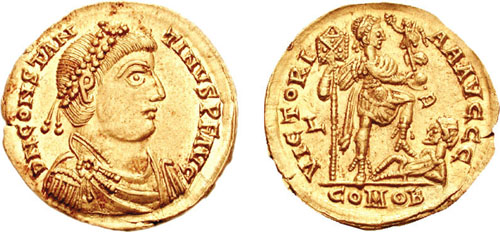
Constantino III

Estilicón le pide al emperador que lo deje ir a Illiria para unir fuerzas con Alarico, para recuperar los territorios usurpados por Constantino, pero el emperador, que presta más y más oído a los enemigos de su regente, se niega. Se cancelan los acuerdos con Alarico.
Durante el otoño de 407, Estilicón debe liderar con las únicas legiones romanas la campaña contra Constantino III. Enviado a Galia, el general Sarus asedió a Valence, donde estaba Constantino, pero fue rechazado y tuvo que cruzar los Alpes.
Como resultado de este fracaso, la oposición a Estilicón se hace más fuerte en Rávena. Pero después de la muerte de María, Honorio se casó con la segunda hija de Estilicón, Termancia, a principios del año 408.

### Negociaciones con Alarico
Sin embargo, Alarico, que había ocupado Epiro no recibió compensación por la cancelación de la expedición militar planificada a Constantinopla. Ocupa Nórico y exige el pago de 4.000 libras de oro. Estilicón presenta el caso ante el Senado, abogando por el apaciguamiento y el pago de la suma solicitada: según él no puede considerarse "bajo el odioso prima de un tributo o un rescate extorsionado por las amenazas de un enemigo bárbaro", ya que "Alarico había apoyado fielmente las justas pretensiones de la república sobre las provincias usurpadas por los griegos de Constantinopla", es una recompensa por haber servido a los intereses del emperador occidental. En el Senado, la oposición es muy animada, pero el subsidio finalmente se otorga para garantizar la paz de Italia y mantener la alianza del rey de los visigodos. Lampadio, prefecto de la ciudad, al frente de los partidarios de la guerra en nombre del honor de Roma, exclama: "¡Este no es un tratado de paz sino un pacto de esclavitud!". Esta victoria política parece de hecho una derrota moral para el regente.

### La muerte de Arcadio (408) y sus consecuencias
La noticia de la muerte de Arcadio, que data del 1 de mayo de 408, se difunde, pero Estilicón ya no tiene autoridad suficiente para hacerse pasar por Regente de ambos imperios. Incluso intenta disuadir a Honorio de ir a Constantinopla para tomar la tutela de su sobrino Teodosio II, debido a los peligros del viaje. Estilicón propone ir él mismo, sin ninguna ilusión sobre el éxito de tal viaje, por lo fuerte que es el partido contra los bárbaros de Anthemius.
Honorio, cada vez más influido por el maestre de la administración, Olimpio, extremadamente crítico con Estilicón, es convencido de ir a visitar a los ejércitos reunidos en Pavia, donde los opositores de Estilicón son mayoría. Llegado al lugar, el emperador pronunció contra Estilicón una arenga de la mano de Olimpio.
Luego, difunde el rumor de que el regente quiere ir a Constantinopla para derrocar a Teodosio II y poner a su hijo, que es nieto de Teodosio, en el trono, Olimpio prepara el 13 de agosto de 408, un motín donde se masacró a todos los familiares de Estilicón. Gibbon los enumera: los prefectos del pretorio de Italia y de la Galia, el cuestor, el tesorero, el conde de los sirvientes, un maestro de los oficios y dos maestros generales de la caballería y la infantería. El saqueo también cuesta la vida de muchos ciudadanos romanos. (Ver op. cit., capítulo XXX.)
Aterrado por este desencadenamiento de violencia, Honorio, por consejo de Olimpio, condena a las víctimas y perdona a los asesinos. En el campamento de Bolonia, en contra del consejo de sus generales, Estilicón se niega a buscar venganza con las armas y liderar un ejército principalmente bárbaro contra el legítimo emperador. Deja Bolonia para ir a Rávena, donde está separado de Honorio y sus favoritos.

### La muerte de Estilicón (22 de agosto de 408)
Bajo el pretexto de que Estilicón ahora trataría de derrocarlo en beneficio de su hijo, Olimpio obtuvo de Honorio la orden de arrestar al regente.
Advertido, Estilicón se refugió con sus parientes y sus sirvientes en el recinto protector de una iglesia de Rávena. Por la mañana, los soldados, bajo las órdenes del conde Heracliano, se presentaron ante el obispo, quien prometió salvar la vida de Estilicón si aceptaba ponerse en sus manos. Estilicón calmó a su gente, que se había armado para poder defenderlo y, consciente del destino que le esperaba, se presentó en los escalones donde fue capturado por los hombres de Heracliano.
Condenado por el emperador por crímenes contra el estado, Estilicón murió el 22 de agosto de 408. Antes de ejecutarlo, le fueron retiradas sus insignias de magister militum. Poco tiempo después, su hijo Euquerio fue asesinado en Roma, para evitar que los partidarios de Estilicón trataran de auparlo al trono.

## El reinado de Honorio tras la muerte de Estilicón
La muerte de Estilicón firma la victoria de los enemigos de los bárbaros. Como en el Oriente, donde, bajo la égida de Aureliano y luego de Antemio, los oficiales romanos de ascendencia bárbara habían sido expulsados o ejecutados, el partido antibárbaro se desató en el otoño de 408 en el Occidente. En las ciudades de Italia, las mujeres y los niños de los soldados bárbaros son asaltados y, a veces, masacrados por las tropas sin que el poder imperial haga nada para detener el frenesí popular. Al mismo tiempo, los oficiales de origen bárbaro que son casi treinta mil, abandonan Roma e Italia para ir con Alarico a Iliria, clamando ser conducidos contra sus cobardes enemigos. Alarico cruzó por consiguiente los Alpes Julianos y comenzó una campaña a lo largo del corazón de Italia.
Al mismo tiempo, las relaciones de Honorio con el Imperio de Oriente mejoraron notablemente, de modo que el bloqueo marítimo finalmente se levantó en diciembre del 408.  El rey de los visigodos pierde su título de magister militum y exige una nueva compensación económica que los ministros de Honorio se resisten a pagar. No deseando romper con el emperador, aunque Alarico solicita el pago de la subvención, propone un intercambio de rehenes para garantizar la paz. Pide que Aecio y Jasón, hijos de los dos oficiales principales del Imperio, sean enviados a él a cambio de jóvenes nobles visigodos. Alentado por Olimpio, Honorio rechaza admitir su debilidad y se prepara para la guerra. 
El ejército no se encuentra bajo el mando del General godo Sarus, un hombre de Estilicón, y se confía a tres oficiales menos experimentados. Privada de un comandante eficaz, la campaña es un desastre: a partir de octubre del 408, Alarico se apresura por tercera vez en Italia, saqueando Aquileia, Verona, Cremona, Concordia y Altinum y llega en noviembre del 408 bajo los muros de Roma. Los embarques de trigo destinados a alimentar a la ciudad durante el invierno, todavía cargados en barcos anclados en Portus, son incautados mientras Roma está paralizada. El ejército de Honorio, privado de varios de sus oficiales superiores más competentes, no logra detener la campaña de Alarico.
El Senado hace que Serena sea citada por traición, a petición de Gala Placidia, hija de Teodosio. Acusada de haber llamado a Alarico a Italia para vengar a su marido, es estrangulada, lo que no cambia los planes de los bárbaros. Sin embargo termina siendo encontrado un acuerdo y Alarico con los rehenes y el rescate acepta el levantamiento del sitio. Se abren las negociaciones, sin resultados convincentes. Después de un segundo asedio, entremezclado con negociaciones, Alarico rodea la ciudad por tercera vez. El 24 de agosto del año 410, casi dos años después de la muerte de Estilicón, cae la primera ciudad del Imperio y es saqueada por los visigodos.

## Política imperial bajo la regencia de Estilicón.
Tras su acceso al trono, Teodosio, que se da cuenta de que los números y la eficacia del ejército romano ya no pueden contener los ataques de los bárbaros, establece una política para integrarlos masivamente. Si sus predecesores habían permitido el asentamiento de bárbaros derrotados y su entrada en el ejército, Teodosio dejó que pueblos enteros se asentaran en el Imperio. Así, en el 382, para poner fin a varios años de guerra en Iliria, firmó un fidal con los visigodos de Atanarico y les ofreció tierras en Moesia. Al mismo tiempo, un gran número de oficiales de ascendencia bárbara son aceptados en importantes puestos de mando, esta vez tanto en el Este de Teodosio como en el Oeste de Graciano. Así es como los francos Arbogasto y Bauto, los godos Gainas o Tribigildo o el medio vándalo Estilicón alcanzan la cima de la jerarquía militar.
Esta política, a veces llamada "filobárbara", es seguida por Estilicón, quien se convirtió en regente. En el 401, los vándalos y alanos, después de haber invadido las provincias de Recia y Norica y haber sido derrotados por Estilicón, se establecieron en el norte de Italia y se incorporaron al ejército. En el 406, después de la victoria sobre Radagaiso, varios contingentes de vencidos se incluyen en las legiones del Imperio.
La misma persona de Estilicón facilita esta alianza con los pueblos germánicos y lo convierte en un protector natural de los bárbaros romanizados. El generalísimo está rodeado por una clientela bárbara, que incluye a los godos Sarus y Gainas y al alano Saúl y confía su protección a una guardia húngara. "Los germanos admiraban a Estilicón como el germano más importante del Imperio, su protector natural y amigo".
Este sesgo pro-bárbaro se basa en el reconocimiento de la gravedad de la situación militar. La falta de soldados sigue siendo una fuente importante de ansiedad y la debilidad del alistamiento obliga al regente a recurrir cada vez más a las tropas auxiliares. En las ofensivas bárbaras de 401 y 406 en Italia, Estilicón tiene dificultades para conseguir suficientes tropas para luchar contra los invasores. Se ve obligado a recurrir a los soldados de las provincias menos amenazadas, en la Galia y Bretaña, para aumentar su número y debe reclutar nuevos federados, como el huno Uldin en el 405.
Aunque algunos de estos auxiliares están muy poco romanizados, su fidelidad no se desvanece a partir de la época de la regencia de Estilicón. Son francos ripuarios, dotados con el estatus de Letes, quienes, durante el invierno de 406-407, defienden casi solos la frontera del Rin y resisten valientemente a los ejércitos bárbaros. El rey de los vándalos, Godegisilio, incluso es asesinado en la batalla de Maguncia antes de que la intervención de los alanos de Respendial pueda abrumar a los defensores del Imperio.
Pero esta fidelidad de las tropas bárbaras está más ligada al propio Estilicón que a la corte de Occidente. Cuando en 408, los familiares del regente fueron masacrados en Pavía, los federados presionaron a su general para que girara sus armas contra Honorio y su ministro Olímpico.

### El sentimiento antibárbaro de los romanos
Este creciente papel de los pueblos germánicos en el Imperio da lugar a un sentimiento antibárbaro en las poblaciones romanas. Esta corriente xenófoba adquirió una importancia cada vez mayor a fines del siglo IV, lo que resultó en violentos disturbios populares, como el de Tesalónica en 390 contra el gobernador Boterico, o el de Constantinopla en 400, donde miles de godos murieron en el lugar con la caída de Gainas. La literatura también da testimonio de este sentimiento, como los escritos de Sinesio de Cirene, que critican la influencia de los bárbaros en la corte del Este. El filósofo escribe: "Vamos a resumir los sentimientos dignos de los romanos. Acostumbrémonos a debernos nuestros triunfos solo a nosotros mismos. ¡No más alianza con los bárbaros! ¡Que no quede lugar en el estado!".
El rechazo a la política de Teodosio y Estilicón se agrava durante las operaciones militares llevadas a cabo por los visigodos de Alarico desde 395, en contradicción con el fœdus de 382.
La legislación imperial aborda parcialmente esta preocupación. Obviamente, el ejército no se purga de sus contingentes bárbaros, pero las leyes vienen a tranquilizar a la población defendiendo los valores romanos. Por ejemplo, está decretado, en nombre de los emperadores Arcadio y Honorio: "Dentro de la ciudad de Roma, nadie llevará pantalones ni botas. Quien persista, después de la regla de nuestra clemencia, será castigado de acuerdo con su estado legal y expulsado de nuestra ciudad sagrada."
Pero esto no es suficiente: la muerte de Estilicon, el "enemigo público" que quería "enriquecer y agitar a los bárbaros", desató una nueva serie de disturbios contra los "enemigos del interior".

## El triunfo del cristianismo niceno

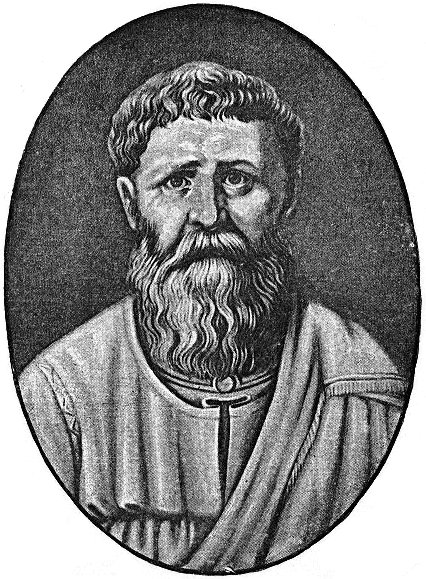
San Agustín, obispo de Hipona, obtiene la prohibición del donatismo por herejía.

### La política de Teodosio
Durante el reinado de Teodosio, la política imperial favoreció al cristianismo contra el paganismo tradicional y la doctrina de Nicea contra las "herejías" cristianas. Con respecto al paganismo hay que diferenciar entre el tradicional y politeísta, que es cada vez menos tolerado: los sacrificios están prohibidos, así como la asistencia a los templos y, finalmente, incluso las prácticas religiosas en privado son anatemizadas; y el más moderno, surgido del neoplatonismo, que si bien tiene sus raíces en el tradicional, es monoteísta y más cercano al cristianismo, porque ambos creían en la misma Trinidad salvo que usaban nombres diferentes, en cuanto a su práctica, tanto es así que el cristianismo se considera heredero en una versión reformada y purificada por Cristo de este paganismo monoteísta,que consideraba al tradicional como imperfecto, arcaico y corrupto, iniciado ya en tiempos de Augusto y reforzada por el culto solar de los siguientes emperadores.
Las herejías cristianas, especialmente el arrianismo, son combatidas vigorosamente. Por el edicto de Tesalónica del 28 de febrero de 380, Teodosio y Graciano hacen del símbolo niceno la doctrina oficial del cristianismo. A pesar de esto, el arrianismo, decretado herético desde 325, y condenado reiteradamente por los Concilios de Constantinopla, no es menos generalizado en el este a la muerte de Teodosio, tanto entre los romanos como entre los bárbaros.

### La religión de Estilicón
Con respecto a Estilicón, era un cristiano, y, contrariamente a lo que a veces se dice, probablemente niceno, dados sus vínculos con Teodosio. Además, Serena, muy hostil al paganismo, era claramente nicena.

### La política religiosa de Estilicón
El regente y su príncipe profundizan las leyes contra los practicantes del arrianismo. También condenan, a petición del obispo Agustín de Hipona, el donatismo como herejía.
Estilicón sigue el proceso unificador religioso pero parece aplicar los edictos con menos celo que los emperadores de Oriente. Por ejemplo, protege los templos paganos, con el argumento de la voluntad de no distorsionar las ciudades romanas. Además, se rodea de notorios paganos, como su panegirista, Claudiano, y trata con deferencia al Senado de Roma, donde los viejos cultos todavía se practican mucho.
Sin embargo, a partir de los años 404-406, mientras Estilicón se halla en el apogeo de su poder, varias leyes vinculantes para los paganos se adoptan en Occidente, como la prohibición de los gladiadores.
Estilicón incluso habría quemado los Libros Sibilinos, sagrados para los paganos. Según S. Reinach, habría habido en estas obras una profecía que se remonta a la fundación de Roma, según la cual, Rómulo habiendo visto volar a doce buitres en la colina Palatina, dedujo que el poder romano se limitaría a doce siglos. Al eliminar la profecía, Estilicón habría esperado hacer que sus conciudadanos olvidaran que los doce siglos casi habían terminado, cosa que obviamente no consiguió y que provocaría su caída en desgracia y asesinato.
De hecho, algunos romanos, especialmente los senadores de Roma, se oponen a esta política, y los partidarios finales del paganismo magnifican las filas de los opositores del regente. Así, encontramos en De Reditu suo de Claudio Rutilio Namaciano la condena de la quema de libros sagrados paralelamente al rechazo de la política de barbarización. Namaciano escribe: «El traidor no se contentó con atacar [a Roma] con las armas de los godos. Ha aniquilado, con los Libros Sibilinos, el futuro revelado en Roma. [...] ¡Que se suspendan los tormentos del infernal Nerón! Una sombra más culpable debe invocar las antorchas de las Furias. Nerón sólo golpeó a un mortal. Es a un inmortal al que Estilicón ha golpeado: uno ha matado a su madre, el otro a la madre del mundo.»

## Tratamiento en la ficción
Estilicón ha aparecido en una serie de obras de ficción, como protagonista y también como antagonista. 
- Estilicón es el protagonista principal de la novela Estilicón, de Felix Dahn, 1901, una parte de la serie Kleine Romane aus der Völkerwanderung, donde es retratado como un general leal y honrado.
- En las primeras novelas de la serie artúrica de Jack Whyte. En estos libros tiene una destacada conexión con la familia de Británico, a quien Whyte vincula a las leyendas de Merlín, Arturo y Camelot.
- En la primera trilogía sobre Atila de William Napier (2005). Es asesinado por orden de la princesa Gala Placidia (quien tenía quince años de edad al momento de la muerte de Estilicón), quien sospecha de él como conspirador con el joven Atila, su rehén real.
- En la novela de Wallace Breem Eagle in the Snow (El águila en la nieve) es un personaje secundario.
- En Rome Total War: Barbarian Invasion -expansión del auténtico juego de estrategia Rome: Total War, Estilicón es un general romano de Occidente.
- En la serie de documentales de la BBC Ancient Rome: Rise and Fall of an Empire, el personaje es interpretado por Colin Heber-Percy